# Looshaus
Obchodní dům Goldman & Salatsch (Looshaus) je modernistická budova z roku 1909, postavená dle návrhu česko-rakouského architekta Adolfa Loose. Budova je příkladem Loosovy inovátorské modernistické architektury, kde mizí ornament, který nahrazují strohé linie a čisté plochy.
Stojí na Michaelerplatzu naproti vjezdu do Hofburgu ve Vídni.

## Historie budovy
Vídeňský obchodník Leopold Goldmann pověřil roku 1909 architekta Loose stavbou budovy svého obchodu, který by byl reprezentativní filiálkou jeho firmy Goldman & Salatsch. Stavitelem budovy byla Pittel + Brausewetter a hlavním stavbyvedoucím byl Ernst Epstein. Budova měla obrovské množství odpůrců, mezi něž patřil i sám císař František Josef I. a stavba byla dokonce na čas pozastavena. V roce 1944 byla budova lehce poškozena bombardováním okolních budov a od roku 1947 je památkově chráněná. V roce 1987 koupila budovu banka Raiffeisen, zrenovovala ji a má v ní dnes svoji pobočku.